# Првце
Првце (мкд. Првце) је насеље у Северној Македонији, у северном делу државе. Првце припада општини Теарце.

## Географија
Насеље Првце је смештено у северном делу Северне Македоније, близу државне границе са Србијом (5 km северно од насеља). Од најближег већег града, Тетова, насеље је удаљено 22 km северно.
Првце се налази у доњем делу историјске области Полог. Насеље је положено на првим брдима северозападно од Полошког поља. Источно од насеља тло се стрмо спушта у поље, а западно се издиже главно било Шар-планине. Надморска висина насеља је приближно 1.070 метара.
Клима у насељу је планинска због знатне надморске висине. 

## Становништво
Првце је према последњем попису из 2002. године имало 27 становника.
Претежно становништво у насељу су Албанци (100%).
Већинска вероисповест је ислам.